# Let Aeroflot 6502
Let Aeroflot 6502 byl sovětský vnitrostátní osobní let provozovaný Tupolevem Tu-134A ze Sverdlovska (nyní Jekatěrinburg) do Grozného, který havaroval 20. října 1986. Celkem zahynulo 70 z 94 lidí na palubě. K nehodě došlo z důvodu, že se pilot, motivovaný sázkou s prvním důstojníkem, pokusil přistát pouze podle přístrojů se zakrytými okny kokpitu. Vyšetřovatelé určili, že příčinou nehody byla nedbalost pilota.

## O letu
Posádku letounu Tu-134A, vyrobeného 28. června 1979, tvořili čtyři piloti – kapitán Alexandr Kliujev, první důstojník Gennadij Žirnov, navigační důstojník Ivan Mochonko a letecký inženýr Kjuri Chmzatov – a tři letušky. Po odletu z letiště Kolcovo v Jekatěrinburgu (tehdy Sverdlovsk) směřoval let 6502 do Grozného; mezitím ho čekalo jedno mezipřistání na letišti Kurumoch v Samaře (tehdy Kujbyšev).

## Nehoda
Zatímco se kapitán Kliujev přibližoval k letišti Kurumoch, vsadil se s prvním důstojníkem Žirnovem, že dokáže provést přiblížení pomocí přístrojů se zakrytými okny kokpitu, tedy že dokáže přistát bez vizuálního kontaktu se zemí. Přesto, že řízení letového provozu navrhovalo přiblížení pomocí radiomajáku, piloti jeho doporučení nedbali. Kliujev dále ignoroval varování před blízkostí země ve výšce 62–65 metrů. V tomto okamžiku měli piloti přerušit přistání, obletět letiště a pokusit se znova přistát (tzv. průlet go-around), jenže tak neučinili.
Letoun přistál na dráze rychlostí 280 km/h (150 uzlů), po přejetí ranveje se přetočil hlavou dolů a následně ho zachvátily plameny. Při nehodě zemřelo 63 lidí a později sedm dalších v nemocnicích. Mezi cestujícími bylo čtrnáct dětí, ovšem všechny z nich nehodu přežily. Přestože první důstojník Žirnov nepodnikl žádné kroky, které by havárii odvrátily (ostatně sám kapitánovu sázku přijal), se po nepovedeném přistání snažil zachránit co nejvíce cestujících, což se mu nakonec stalo osudným; při cestě do nemocnice zemřel na zástavu srdce. Kliujev, který nehodu přežil, byl stíhán a odsouzen k 15 letům vězení. Během soudního procesu vypadal klidně a vůbec nepůsobil tak, že by ho smrt desítek lidí trápila. Po 6 letech ve vězení byl však Kliujev propuštěn na svobodu.